# Étienne Félix d'Henin de Cuvillers
Pour les articles homonymes, voir Henin.
Le baron Étienne Félix d'Hénin de Cuvillers, né à Baloy (Yonne) le 27 avril 1755 et mort le 2 août 1841, à Paris, est un officier et un magnétiseur français.
Il est officier et baron d'Empire.
Avec l'abbé José Custódio de Faria, le médecin  Alexandre Bertrand, le philosophe Maine de Biran et le général François Joseph Noizet, il fait partie des magnétiseurs dits  « imaginationnistes » qui, contrairement à Franz-Anton Mesmer, ne croyaient pas à l'existence d'un fluide magnétique universel.
En 1819, il devient l'éditeur des Archives du magnétisme animal. Cette même année il est le premier à utiliser le préfixe hypn (hypnose, hypnotisme, hypnotiseur) pour décrire les phénomènes du magnétisme animal. Dans son livre Le Magnétisme éclairé, publié en 1820, il décrit le magnétisme en termes de croyance et de suggestibilité.

## Distinctions
- Officier de la Légion d'honneur (Napoléon Ier)
- Chevalier de l'ordre royal et militaire de Saint-Louis (Louis XVIII).

## Ouvrage
- Mémoire concernant le système de paix et de guerre que les Puissances européennes pratiquent à l’égard des Régences barbaresques, 1787, introduit et présenté par Alain Blondy, Paris, Bouchène, 2009  (ISBN 978-2-35676-012-8).